# 아폴로니오스의 문제

그림 1: 아폴로니오스의 문제에 대한 해답 (분홍색). 주어진 원은 검은색이다.

그림 2: 아폴로니오스의 문제에 대한 해답 8가지. 주어진 원은 검은색이다.

아폴로니오스의 문제란 유클리드 기하학에서 평면에 주어진 3개의 원에 접하는 원을 그리는 것이다.(그림 1). 페르게의 아폴로니오스(ca. 262 BC – ca. 190 BC)는 이 유명한 문제를 제창하고 그의 저서인  Ἐπαφαί (Epaphaí, "접촉상태")에서 답을 제시하였다. 그의 저서는 전하지 않지만, 알렉산드리아의 파푸스에 의해 4세기에 작성된 보고서에 그의 해제가 실려있다. 주어진 3개의 원에 접하는 원은 8개였으며(그림 2) 각 해제는 주어진 3개의 원에 다른 방법으로 내접하거나 외접한다.
16세기에 아드리안 판 루멘은 이 문제를 교차하는 쌍곡선을 이용해서 풀었지만, 이 해제는 단순한 작도만을 이용해서 나온것은 아니었다. 프랑소와 비에트는 추론을 이용해 문제를 풀었으며, 주어진 3개원의 반지름을 0에 가깝게 하거나 무한으로 증가시켜 선으로 확장하는 두 경우를 고려했다. 비에트의 방법을 이용해 간단한 추론을 이용해 이런 난해한 문제를 해결할 수 있으므로 아폴로니오스가 사용했던 방법의 재현으로 널리 인정되고 있다. 아이작 뉴턴은 판 루멘이 사용한 방법을 간소화하였으며, 그는 아폴로니오스의 문제를 푸는 것은 한 점에서 주어진 3개의 점까지의 거리의 차이를 찾는 과정과 동등하다고 하였다. 해제는 항행과 위치결정과 같은 일상에 적용될 수 있다.
이후 수학자들은 대수학을 이용해 기하학 문제를 대수방정식으로 바꾸는 방법을 고안했다. 이러한 방법은 아폴로니오스의 문제에 있는 대칭성을 통해 간소화되었다. 조지프 디아 게르곤은 이러한 대칭성을 이용해 간단한 해법을 제시했으며, 다른 수학자들은 원에서의 반영과 같은 변환법을 이용해 주어진 원의 배치를 간소화했다.
아폴로니오스의 문제는 다른 연구를 촉진시키기도 하였다. 주어진 4개의 구에 접하는 구를 찾는 3차원 상의 일반화나 더욱 높은 차원에서의 상황도 연구되었다. 공통적으로 접하는 원 3개의 배치는 가장 집중적인 주목을 받았다. 르네 데카르트는 해답의 원과 주어진 원의 반지름을 관계짓는 공식을 만들었으며, 이는 현재 데카르트 정리로 알려져 있다. 이 경우 아폴로니오스의 문제를 반복적으로 풀 경우 아폴로니안 개스킷으로 이어지며, 이는 인쇄된 매체에 실려있는 가장 오래된 프랙탈이며, 포드 원과 하디-리틀우드 원 방법에 쓰이는 등 정수론에 중요하다.